# Konrad Niedźwiedzki
Konrad Łukasz Niedźwiedzki (* 2. ledna 1985 Varšava) je polský rychlobruslař.
V roce 2001 poprvé startoval na Mistrovství světa juniorů, od podzimu 2003 závodí ve Světovém poháru. Jeho prvním seniorským světovým šampionátem bylo Mistrovství světa na jednotlivých tratích 2005. Startoval na Zimních olympijských hrách 2006, kde se umístil na dvanáctém (1500 m) a třináctém místě (1000 m). O čtyři roky později, ve Vancouveru 2010, byl nejlépe sedmnáctý v závodě na 1500 m (dále 27. místo na 1000 m a 31. místo na 500 m). Největších úspěchů dosáhl s polským týmem ve stíhacích závodech družstev, se kterým získal bronzové medaile v této disciplíně na MS 2013 a ZOH 2014 (na olympiádě byl dále šestnáctý na 1000 m a dvacátý na 1500 m). Zúčastnil se Zimních olympijských her 2018, kde se v závodě na 1500 m umístil na 20. místě, na trati 1000 m se umístil na 23. příčce a v závodě s hromadným startem skončil v semifinálové jízdě.